# 窪塚俊介
窪塚 俊介（くぼづか しゅんすけ、1981年11月6日 - ）は、日本の俳優・気象予報士・声優。神奈川県横須賀市出身。アスマキナ所属。
兄は俳優の窪塚洋介。弟はレゲエミュージシャンのRUEED。

## 来歴
横須賀市立大矢部小学校、横須賀市立大矢部中学校、神奈川県立横須賀高等学校、慶應義塾大学理工学部管理工学科卒業（ヒューマン・ファクター研究室出身）。2003年に休学し、米・ロサンゼルスのリー・ストラスバーグ演劇学校に留学した後、俳優デビューする。
所属事務所はアンフィニー、有限会社アルルカンを経て、2009年10月1日より青年座映画放送に所属。
2016年3月2日、一般女性との結婚を自身のブログで報告。
2016年11月、地元横須賀市内で撮影した映画『スカブロ』を弟（RUEED）と共演。長兄（窪塚洋介）もカメオ出演し、3人が同じシーンに登場した。
2017年7月23日、第1子の男児（3020g）が生まれる。
2018年5月に予定されていた舞台『たいこどんどん』を椎骨動脈解離のため降板。5月29日、ブログにて全快を報告。
2021年5月7日、第2子の男児（2800g）が誕生。
2024年9月30日、契約期間満了に伴い青年座映画放送との専属マネジメントを終了。翌10月1日より長兄（窪塚洋介）と弟（RUEED）が所属するアスマキナへ移籍。

## 出演

### テレビドラマ
- 水曜プレミア ビー・バップ・ハイスクール（2004年6月16日、TBSテレビ） - 加藤浩志 役
  - 水曜プレミア ビー・バップ・ハイスクール2（2005年8月17日）
- ほんとにあった怖い話（フジテレビ）
  - 夏の特別編2004「トンネルの中の少年」（2004年9月7日） - 主演・岩間篤 役
  - 第2シリーズ 第17回「さまよえる亡霊」（2004年11月1日） - 主演・山下幹雄 役
- 終戦60年特別企画 終りに見た街（2005年12月3日、テレビ朝日） - 宮島新也 役
- レガッタ〜君といた永遠〜（2006年7月14日 - 9月8日、朝日放送・テレビ朝日） - 倉田健二 役
- 氷点（2006年11月25日・26日、テレビ朝日） - 北原壮太 役
- ドラマW 真夜中のマーチ（2007年4月15日、WOWOW） - 三田総一郎 役
- 土曜プレミアム（フジテレビ）
  - 千の風になって ドラマスペシャル ゾウのはな子（2007年8月4日） - 高野洋介 役
  - 突入！福島原発に挑んだ男たち〜激闘秘話！命と執念の12日間（2013年3月9日） - 半谷敬 役
- サンシャイン デイズ （2007年8月26日 - 12月9日、テレビ神奈川ほか） - 大場薫 役
- ドラマW 宮部みゆき『長い長い殺人』（2007年11月4日、WOWOW） - 三木一也 役
- 怨み屋本舗スペシャル〜家族の闇/モンスター・ファミリー（2008年1月6日、テレビ東京） - 春日隼人 役
- ドラマW 君の望む死に方（2008年3月30日、WOWOW） - 梶間晴征 役
- 土曜ワイド劇場（テレビ朝日）
  - 失踪調査人・港亮介（2008年11月29日、朝日放送） - 西沢タカオ 役
  - 森村誠一の棟居刑事 目撃美女は二度死ぬ? 猫が運ぶ犯人!?（2011年7月30日） - 渡瀬克己 役
  - 終着駅の牛尾刑事VS事件記者・冴子・森村誠一のラストシーン（2012年2月25日、テレビ朝日） - 水口修一 役
  - アナザーフェイス〜刑事総務課・大友鉄〜（2012年5月26日、朝日放送） - 森嶋亜樹 役
  - 西村京太郎トラベルミステリー「秩父SL・3月23日の証言〜大逆転法廷!!」（2013年7月13日） - 戸川雅夫 役
  - 内田康夫サスペンス・福原警部（2014年9月20日） - 根岸嘉男 役
  - 監察官・羽生宗一（2014年11月1日） - 加賀孝一郎 役
  - タクシードライバーの推理日誌「東京〜浜松 ドライブレコーダーが録画した二重殺人の謎」（2015年3月7日） - 瓜生雅彦 役
- 水曜ミステリー9 （テレビ東京）
  - 怨み屋本舗スペシャル2〜マインドコントロールの罠（2009年1月7日） - 春日隼人 役
  - ガンリキ 警部補・鬼島弥一（2012年1月18日） - 川澄龍一 役
  - 多摩南署たたき上げ刑事・近松丙吉10「橋を渡る死者」（2012年8月15日） - 戸川純太 役
  - 嫌われ監察官 音無一六2〜警察内部調査の鬼〜（2014年11月5日） - 植松拓実 役
  - 最強の法廷 裁判官桜子と10人の評決（2015年1月14日） - 野末直人 役
- 月曜ゴールデン（TBSテレビ）
  - ガラスの牙 熱血DJ保護司・権藤明子〜涙の少年少女観察日記（2010年3月8日、中部日本放送） - 清水寛 役
  - 遺品整理人 谷崎藍子〜死者が遺したメッセージ〜（2010年5月24日、毎日放送） - 工藤明彦 役
    - 遺品整理人 谷崎藍子II〜届かなかったメッセージ〜（2011年5月30日）
    - 遺品整理人 谷崎藍子III〜48年目の証人〜（2012年11月5日）

  - 世直し公務員ザ・公証人9（2011年6月13日） - 平山翔太 役
  - 警視庁機動捜査隊216 Ⅱ「危険な女たち」（2011年10月31日） - 山園夏彦 役
  - 浅見光彦シリーズ32 「天河伝説殺人事件」（2013年2月25日） - 水上和鷹 役
  - 家庭教師が解く!2（2014年11月10日） - 鈴木恭介 役
  - 新・示談交渉人 裏ファイル4（2014年12月8日） - 内山優斗 役
  - 新・世直し公務員 ザ・公証人（2015年3月23日） - 白石良太 役
- 警視庁失踪人捜査課 第8話（2010年6月4日、朝日放送・テレビ朝日系） - 浜崎徹 役
- 天使の代理人 Episode1（2010年9月6日 - 14日、東海テレビ・フジテレビ系） - 佐藤信吾 役
- クラシックミステリー 名曲探偵アマデウス 第73回（2010年9月13日、NHK BShi） - 家田丸太 役
- 新春ドラマスペシャル 味いちもんめ（2011年1月8日、テレビ朝日） - 中村 役
- 悪党〜重犯罪捜査班 第1話（2011年1月21日、朝日放送・テレビ朝日系） - 田丸由紀夫 役
- 科捜研の女（テレビ朝日）
  - スペシャル3（2011年3月17日） - 今井守 役
  - SEASON 17 第2話（2017年10月26日） - 湊川龍登 役
- ブルドクター 第8話（2011年8月24日、日本テレビ） - 大山克治 役
- 秘密諜報員 エリカ 第1話（2011年10月6日、読売テレビ・日本テレビ系） - 桐生信也 役
- 相棒（テレビ朝日）
  - season10 最終話「罪と罰」（2012年3月21日） - 嘉神隼斗 役
  - season19 第4話「藪の外」（2020年11月4日） - 吉岡壮介 役
- 金曜プレステージ （フジテレビ）
  - ドルチェ（2012年10月12日） - 江端稔 役
  - 警察庁特別監察官 氷の女・氷室透子 告発〜ある女性警察官の死（2014年7月11日） - 吉武亨 役
- ハンチョウ〜警視庁安積班〜 シリーズ6 第1話・第2話（2013年1月14日・21日、TBSテレビ） - 滝本裕太 役
- G1 DREAM（2013年2月2日、BSフジ） - 丸山公廣 役
- 警視庁捜査一課9係 season8 第9話（2013年9月4日、テレビ朝日） - 沢田幸治 役
- 都市伝説の女 Part2 第1話（2013年10月11日、テレビ朝日） - 安田隆 役
- 戦力外捜査官 第2話（2014年1月18日、日本テレビ） - 赤瀬隆一郎 役
- 東京ガードセンター（2014年4月10日 - 6月26日、Dlife） - 川越瞬一 役
- お家さん（2014年5月9日、読売テレビ・日本テレビ系） - 西川文蔵 役
- 8.12日航機墜落30回目の夏 生存者が今明かす“32分間の闘い”〜ボイスレコーダーの“新たな声”（2014年8月12日、フジテレビ）
- 東京スカーレット〜警視庁NS係 第5話（2014年8月12日、TBSテレビ） - 黒川秀輝 役
- 素敵な選TAXI 第3話（2014年10月28日、関西テレビ・フジテレビ系） - 芝田省吾 役
- 新・刑事吉永誠一 第4話（2014年11月7日、テレビ東京） - 寒川雄治 役
- SAKURA〜事件を聞く女〜 第7話（2014年12月1日、TBSテレビ） - 矢島智宏 役
- 五つ星ツーリスト〜最高の旅、ご案内します!!〜 第3話（2015年1月22日、読売テレビ・日本テレビ系） - 倉石弘樹 役
- 警部補・杉山真太郎〜吉祥寺署事件ファイル 第9話（2015年3月9日、TBSテレビ） - 河野遼太 役
- 天使と悪魔-未解決事件匿名交渉課- 第8話（2015年5月29日、テレビ朝日） - 平林茂典  役
- 金曜プレミアム（フジテレビ） 
  - 剣客商売 陽炎の男（2015年9月11日） - 伊織 役
- ドラマスペシャル警部補・碓氷弘一 〜殺しのエチュード〜（2017年4月9日、テレビ朝日） - 桐山渉 役
- 月曜名作劇場（TBSテレビ）
  - ヤメ判 新堂謙介 殺しの事件簿5（2017年4月17日） - 久保田和孝 役
  - オバチャン保険調査員 赤宮楓のマル秘事件簿（2017年8月21日、毎日放送） - リュウ 役
  - ドラマ特別企画 西村京太郎サスペンス 十津川警部シリーズ3「伊豆踊り子号殺人迷路」（2017年9月11日） - 寺西敬介 役
    - ドラマ特別企画 西村京太郎サスペンス 十津川警部シリーズ4「愛と裏切りの伯備線」（2017年10月16日）

  - 内田康夫サスペンス 新・浅見光彦シリーズ「平家伝説殺人事件」（2018年5月21日） - 稲田教由 役
- 連続ドラマW 社長室の冬-巨大新聞社を獲る男-（2017年4月30日 - 5月28日、WOWOW） - 辻龍大 役
- 孤独のグルメ Season6 第7話（2017年5月20日、テレビ東京） - 冴島 役
- 山本周五郎時代劇 武士の魂 第6話「五十三右衛門」（2017年6月13日、BSジャパン） - 主演・五十三右衛門 役
- 小さな橋で（2017年9月18日、BSスカパー! / 11月3日、時代劇専門チャンネル） - 重吉 役
- ミステリースペシャル おかしな刑事17（2018年1月14日、テレビ朝日） - 萩尾晃 役
- 日曜ワイド 将軍刑事（2018年1月21日、テレビ朝日） - 浦賀有人 役
- ミステリースペシャル 満願 第1夜「万灯」（2018年8月14日、NHK総合） - 高野譲 役
- テレビ東京開局55周年特別企画 ドラマスペシャル あまんじゃく 元外科医の殺し屋が医療の闇に挑む!（2018年9月24日、テレビ東京） - 野添智弘 役
- ドクターY〜外科医・加地秀樹〜3（2018年10月5日、テレビ朝日） - 三島三平 役
- KTS鹿児島テレビ開局50周年記念ドラマ 前田正名 -龍馬が託した男-（2019年2月5日、KTS鹿児島テレビ） - 波多野鶴吉 役
- 連続ドラマW 坂の途中の家（2019年4月27日 - 6月1日、WOWOW） - 芳賀直人 役
- 日曜プライム（テレビ朝日）
  - 深層捜査スペシャル3（2019年9月8日） - 北詰正一 役
  - 森村誠一ミステリースペシャル 終着駅シリーズ35「鬼子母の末裔」（2019年11月3日） - 根本圭一 役
- NHKスペシャル シリーズ 体感 首都直下地震「パラレル東京」（2019年12月2日 - 5日、NHK総合） - 玉城俊 役[17]
- フジテレビ開局60周年特別企画 教場 前編（2020年1月4日、フジテレビ） - 救災特別講師 役
  - 教場II 後編（2021年1月4日）
- 名古屋行き最終列車2020 第1話（2020年1月28日、メ〜テレ） - 永田晴男 役
- 警視庁・捜査一課長2020 第1話（2020年4月9日、テレビ朝日） - 澤矢要 役
- 行列の女神〜らーめん才遊記〜 3杯目（2020年5月4日、テレビ東京） - 安西徳之 役[18]
- 連続ドラマW 夜がどれほど暗くても 第二話・第三話（2020年11月29日・12月6日、WOWOW） - 飯田 役
- 今野敏サスペンス 警視庁強行犯係 樋口顕 最終話（2021年2月19日、テレビ東京） - 柴原久雄 役
- ドラマスペシャル 神様のカルテ 第四夜（2021年3月8日、テレビ東京） - 柿崎彰 役[19]
- WOWOWオリジナルドラマ 世にも奇妙な君物語 第2話「リア充裁判」（2021年3月13日、WOWOW） - 野中議長 役[20]
- 連続ドラマW トッカイ ～不良債権特別回収部～ 第九話・第十話（2021年3月14日・21日、WOWOW）
- イチケイのカラス 第1話・第2話、第5話 - 第7話（2021年4月5日・12日、5月3日 - 17日、フジテレビ） - 仁科壮介 役[21]
- 龍虎の理（2021年5月29日、日本映画専門チャンネル） - 神保勝巳 役
  - 龍虎の理2（2021年6月26日）
- 連続ドラマW 正体 第一話（2022年3月12日、WOWOW） - 柳瀬 役
- 月曜プレミア8（テレビ東京）
  - 記憶捜査スペシャル2〜新宿東署事件ファイル〜（2022年6月20日） - 英祥太 役[22]
  - 内田康夫サスペンス 浅見光彦「源氏物語殺人事件」（2022年12月12日） - 矢代卓実 役
- 僕の大好きな妻! 第4話・最終話（2022年6月25日・7月23日、東海テレビ・フジテレビ系） - 桐島時夫 役
- 連続ドラマW シャイロックの子供たち episode1・episode3（2022年10月16日・30日、WOWOW） - 河野彰彦 役
- 日本統一 北海道編 第4話 - 第7話（2022年11月8日 - 12月13日、UHB北海道文化放送） - 今井俊二 役[23]
- 真相は耳の中 File4（2022年11月12日、テレビ東京） - 犬飼義人 役
- 特集ドラマ ガラパゴス 後編（2023年2月13日、NHK BSプレミアム・NHK BS4K）
- 天使の耳〜交通警察の夜（2023年3月20日、NHK BS4K / 6月10日・17日、NHK BSプレミアム / 2024年4月2日・16日、NHK総合） - 野島 役[24][25][26]
- ギフテッド Season1 第3話・第4話、第7話・最終話（2023年8月26日・9月2日・24日・30日、東海テレビ・フジテレビ系） - 金田那由他 役[27]
- 瓜を破る〜一線を越えた、その先には 第1話・第3話 - 第5話・最終話（2024年1月24日・2月7日 - 21日・3月20日、TBS） - 早乙女真 役
- 鬼平犯科帳 でくの十蔵（2024年6月8日、時代劇専門チャンネル） - 助次郎 役[28]
- マイダイアリー 第3話（2024年11月10日、朝日放送テレビ・テレビ朝日系） - 牧原隆志 役[29]
- イグナイト -法の無法者- 第10話（2025年6月20日、TBS） - 弁護士・磯川 役
- 大追跡〜警視庁SSBC強行犯係〜 第1話（2025年7月9日、テレビ朝日） - 桐生聡史 役

### 映画
- 火火（2005年1月22日公開、ゼアリズエンタープライズ） - 神山賢一 役
- TKO HIPHOP（2005年10月1日公開、アートポート） - 友情出演
- まだまだあぶない刑事（2005年10月22日公開、東映） - 鹿沼渉 役
- TAKI183（2006年1月28日公開、コムストック） - ハッタ 役
- 最終兵器彼女（2006年1月28日公開、東映） - シュウジ 役
- 46億年の恋（2006年8月26日公開、エスピーオー） - 雪村澄男 役
- スケバン刑事 コードネーム=麻宮サキ（2006年9月30日公開、東映） - 騎村時郎 役
- 恋する日曜日 私。恋した（2007年6月9日公開、エム・エフボックス） - 石川聡 役
- 転校生 -さよなら あなた-（2007年6月23日公開、角川映画） - 斉藤孝一 役
- エロチック乱歩 屋根裏の散歩者（2007年7月7日公開、アートポート） - 桜井優介 役
- 22才の別れ Lycoris 葉見ず花見ず物語（2007年8月18日公開、角川映画） - 浅野浩之 役
- 真夜中のマーチ（2007年10月27日公開、チェイスフィルム・エンタテインメント） - 三田総一郎（ミタゾウ） 役[注釈 1]
- 長い長い殺人（2008年5月31日公開、WOWOW / エスピーオー） - 三木一也 役[注釈 2]
- サンシャイン デイズ 劇場版（2008年5月31日公開、ゼアリズエンタープライズ） - 大場薫 役
- ガチバン（2008年7月19日公開、楽映舎） - 主演・八重樫拓海 役
- その日のまえに（2008年11月1日公開、角川映画） - 工藤良太 役
- THE CODE/暗号（2009年5月9日公開、日活） - 探偵590 役
- KING GAME（2010年8月28日公開、ファントム・フィルム） - 殿下 役
- アメイジング グレイス 〜儚き男たちへの詩〜（2011年8月13日公開、グアパ・グアポ） - 主演・片桐蓮 役
- 幼なじみ（2011年11月19日公開、イノセントアイズ） - 市原大介 役（特別出演）
- RAILWAYS 愛を伝えられない大人たちへ（2011年12月3日公開、松竹） - 長谷川保 役
- 不良少年 3,000人の総番（アタマ）（2012年3月10日公開、東映ビデオ） - 主演・菱川晃希 役
- ビターコーヒーライフ（2012年5月12日公開） - 小山太一 役
- BRAVE HEARTS 海猿（2012年7月13日公開、東宝） - 辻修平 役
- 君が愛したラストシーン（2013年4月6日公開、アルゴ・ピクチャーズ） - 佐伯浩介 役
- 東京に来たばかり（2013年11月9日公開、アークエンタテインメント） - 名取 役
- 野のなななのか（2014年5月17日公開、日活） - 鈴木秋人 役
- 夢二〜愛のとばしり（2016年7月30日公開、ベストブレーン） - 恩地孝四郎 役
- 小さな橋で（2017年11月18日公開、時代劇専門チャンネル） - 重吉 役[注釈 3]
- 花筐/HANAGATAMI （2017年12月16日公開、新日本映画社） - 主演・榊山俊彦 役
- スカブロ（2018年7月21日公開、トンネルフィルムズ） - 主演・海野龍助 役（実弟・RUEEDとのダブル主演）
- エリカ38（2019年6月7日公開、KATSU-do） - 橋本弘 役
- 海辺の映画館―キネマの玉手箱（2020年7月31日公開、アスミック・エース） - 丸山定夫 役
- 夜明けを信じて。（2020年10月16日公開、日活） - 日向修 役[30]
- 大コメ騒動（2021年1月8日公開、ラビットハウス / エレファントハウス） - 本郷萬作 役
- 新 デコトラのシュウ 鷲（2021年2月19日公開、フレッシュハーツ / アルバトロス・フィルム） - 小阪 役[31]
- いのちの停車場（2021年5月21日公開、東映）
- 女たち（2021年6月1日公開[注釈 4]、シネメディア / チームオクヤマ） - 直樹 役[34]
- 名も無い日（2021年6月11日公開、イオンエンターテイメント / ジジックス・スタジオ） - 眼科医 役
- わが青春つきるとも－伊藤千代子の生涯－（2022年4月30日公開、ゴーゴービジュアル企画） - 浅野晃 役[35]
- 空のない世界から（2022年10月21日公開、ライツキューブ） - 北岡さん 役[36]
- オジさん、劇団始めました。（2023年8月18日公開、ユナイテッドエンタテインメント） - 岩倉秀一 役[37]
- 青すぎる、青（2023年11月4日公開、アイエス・フィールド） - 佐野広大 役[38]
- 未帰還の友に（2023年12月15日公開、トラヴィス） - 主演・小説家の先生 役[39]
- わたしのかあさん ―天使の詩―（2024年3月30日公開、現代ぷろだくしょん） - 渡辺健太郎 役[40]
- お終活 再春!人生ラプソディ（2024年5月31日公開、イオンエンターテイメント） - 高橋 役[41][42]
- オアシス（2024年11月15日公開、SPOTTED PRODUCTIONS） - 若杉 役[43]

### オリジナルビデオ
- ガチバンII 最凶決戦（2008年12月26日、AMGエンタテインメント） - 主演・八重樫拓海 役
- あした 咲く（2017年、東映） - 立花真澄 役
- 龍虎の理（2021年7月25日、ライツキューブ） - 神保勝巳 役
  - 龍虎の理2（2021年8月25日）
- 令和6年度兵庫県人権啓発ビデオ「あなたのいる庭」（2024年10月25日、東映） - 松下聡 役[44]

### ネットシネマ
- 探偵事務所5シリーズ - 探偵590 役
  - 探偵事務所5 特別編「わが師、その名はBOSS」（2006年7月20日、レッドライスメディウム）
  - 探偵事務所5 Another Story
    - 1st Season 第25話「真夜中の屋台」（2006年、@nifty）
    - 2nd Season 第19話「カウントダウン〜グラウンドゼロ」（2007年、映像探偵社）
- 恐怖依存症（2006年4月8日公開、NETCINEMA.TV） - 主演・富士見英武 役

### 配信ドラマ
- 歌で逢いましょう♪ 第3話（2006年2月10日、GyaO） - ジャンボ 役
- 77部署合体ロボダイキギョー ドラマ・伝え方が9割 第4話（2017年11月29日、Amazonプライム・ビデオ） - 江波信二 役
- ドクターY〜外科医・加地秀樹〜3（2018年9月15日 - 29日、auビデオパス・テレ朝動画） - 三島三平 役
- Naokiman HORROR SHOW「チルドレン」（2023年8月19日、DMM TV） - 恭介 役[45]
- 戦国サウナ（2023年11月13日 - 2024年1月29日、YouTube） - 徳川家康 役[46]

### 舞台
- 歩兵の本領（2005年1月21日 - 2月6日、紀伊國屋サザンシアター、杉田成道演出） - 渡辺二等陸士 役
- 調教師 -KARA COMPLEX-（2005年11月5日 - 20日、シアターコクーン / 11月24日 - 27日、兵庫県立芸術文化センター、内藤裕敬演出） - マサヤ 役
- 恋の骨折り損（2007年3月16日 - 5月5日、彩の国さいたま芸術劇場、蜷川幸雄演出） - デュメーン 役
- 朱雀家の滅亡（2007年12月4日 - 16日、あうるすぽっと、宮田慶子演出） - 経広 役
- 暗くなるまで待って（2009年12月12日、シアター1010 / 12月15日 - 18日、梅田芸術劇場 / 12月20日 - 29日、東京グローブ座 / 2010年1月9日、名鉄ホール / 1月11日、イズミティ21、板垣恭一演出） - クローカー 役
- 西荻の会「ロング・ロスト・フレンド」（2011年2月17日 - 3月8日、本多劇場、G2演出） - 串本健 役
- コーパス・クリスティ 聖骸（2012年9月6日 - 17日、青山円形劇場、青井陽治訳・演出） - ジュダス 役
- リーディングドラマ「はつ恋」 世界古典名作シリーズVOL.1（2012年10月9日 - 11日、紀尾井小ホール、菅原道則構成・演出） - ウラジーミル・ペトローヴィチ 役
- ミュージカル「女子高生チヨ」（2012年12月1日 - 9日、東京グローブ座 / 12月11日 - 12日、サンケイホールブリーゼ、板垣恭一演出） - 王将子 役
- エドワード二世（2013年10月8日 - 27日、新国立劇場 小劇場 THE PIT、クリストファー・マーロウ作、河合祥一郎翻訳、森新太郎演出） - ケント伯爵 役
- コルトガバメンツ〜ハジメのハジマリ〜（2014年5月13日 - 6月8日、PARCO劇場 / 5月28日 - 31日、森ノ宮ピロティホール / 6月20日 - 22日、北九州芸術劇場、田村孝裕作・演出） - 愛染正次（ゾメ）・古川 役
- 龍が如く（2015年4月24日 - 29日、赤坂ACTシアター、田村孝裕脚本・演出） - 真島吾朗 役
- 放浪記（2015年10月14日 - 11月10日、シアタークリエ / 11月21日 - 12月9日、大阪新歌舞伎座 / 12月18日 - 25日、中日劇場 / 2016年1月7日 - 31日、博多座、北村文典演出） - 福地貢 役
- マクベス（2016年6月26日 - 7月24日、東京グローブ座、鈴木裕美演出） - マルカム 役[47]
- 鉄コン筋クリート（2018年11月18日 - 25日、天王洲 銀河劇場、松崎史也演出） - 木村 役
- PARCO PRODUCE 2021「ピサロ」（2021年5月15日 - 6月6日、PARCO劇場、ピーター・シェーファー作、伊丹十三翻訳、ウィル・タケット演出） - マルコス・デ・ニザ 役[48]
- 移動演劇桜隊・再結成記念公演 朗読劇「ヒロシマ」（2021年8月6日、五百羅漢寺 / 8月7日、内幸町ホール、青田いずみ演出） - 丸山定夫 役（特別出演）[49][注釈 5]
- 第51回朔太郎忌 第2部リーディングシアター「彼が青猫だった頃」（2023年5月13日、昌賢学園まえばしホール 小ホール、生方保光演出） - 青根康二郎 役[50]
- ゴツプロ! 第八回公演『イノレバカ』（2023年8月30日 - 9月10日、本多劇場、田村孝裕作・演出） - 泉川 役[51]
- えのもとぐりむプロデュース「再演・オウムノウシス」 Aチーム（2024年5月9日 - 12日、赤坂RED/THEATER、えのもとぐりむ作・演出） - 主演・オウム 役[52]
- アメツチ「ジャック・モーメント」（2024年6月5日 - 9日、六行会ホール、細川博司作・演出） - ランドリー・マッデン 役[53]
- 彩の国さいたま芸術劇場開館30周年特別企画「夏の夜の夢」（2024年12月10日 - 16日、彩の国さいたま芸術劇場 大ホール、吉田鋼太郎演出・上演台本） - ディミートリアス 役[54]

### テレビ番組
- 幽玄の間presents「由香里先生と一緒にネット碁デビュー!」（2015年1月3日 - 3月28日、囲碁・将棋チャンネル）

### ドキュメンタリー
- NHKドキュメンタリー
  - Why?強くなった?卓球ニッポン（2018年7月29日、NHK BS1） - 荻村伊智朗 役
  - 大江戸 奇跡のロスト・シティー 265年の物語（2019年1月5日、NHK BSプレミアム）

### 朗読
- ききみみ名作文庫シリーズ 宮沢賢治全集 BOX-I 第6集「蛙のゴム靴」「雁の童子」（2007年）

### ナレーション
- 探求!幻のウンピョウ（2021年12月9日、ナショナル ジオグラフィック）[55]

### ラジオドラマ
- 青春アドベンチャー（NHK-FM放送）
  - 金魚姫（2017年7月24日 - 28日・7月31日 - 8月4日、全10回） - 主演・江沢潤 役[56]
  - ディス・イズ・ザ・デイ 第2話「眼鏡の町の漂着」・第4話「権現様の弟、旅に出る」（2019年7月2日・4日）[57]
  - 菩薩花 羽州ぼろ鳶組（2021年11月15日 - 19日 / 11月22日 - 26日） - 柊与市 役[58]
- FMシアター うつ病九段（2019年7月13日、NHK-FM放送） - 中村太地 役[59]

### 吹き替え

#### 映画（吹き替え）
- アフター（2019年7月12日配信、Netflix） - ノア・ポーター 役
- オーバー・エベレスト 陰謀の氷壁（2019年11月15日公開、アスミック・エース） - バーの男性4 役[60]
- タイラー・レイク -命の奪還-（2020年4月24日配信、Netflix） - ヤズ・カーン 役（アダム・ベッサ）
  - タイラー・レイク -命の奪還-2（2023年6月16日配信、Netflix） - ヤズ・カーン 役（アダム・ベッサ）[61]

#### ドラマ
- セリング・サンセット 〜ハリウッド、夢の豪華物件〜（2019年、Netflix） - ロメイン 役
- リーサル・ウェポン シーズン3 第13話（2019年5月28日、WOWOW）
- THE 100/ハンドレッド シーズン6（2019年、Netflix） - ジョサイア 役
- NYガールズ・ダイアリー 大胆不敵な私たち シーズン3（2019年、Netflix） - パトリック 役
  - NYガールズ・ダイアリー 大胆不敵な私たち シーズン4 第1話（2020年）
- マイルドハンター シーズン2 第4話（2019年、Netflix） - エルマー・ウェイン・ヘンリー・ジュニア 役
- グリッチ シーズン3 第1話、第3話・第4話、最終話（2019年、Netflix） - バディ（青年）、ケヴィン（第3話） 役
- 刑事ルーサー 第13話（2019年10月26日、NHK BSプレミアム）
- 王への手紙（2020年3月20日、Netflix） - ヴィリディアン王子 役
- キャッスルロック シーズン2 第7話（2020年3月31日、WOWOW）
- アバター 伝説の少年アン（2024年2月22日、Netflix） - シャイユー 役
- トリガー（2025年7月25日、Netflix）

#### アニメ
- フリージ（2019年、TOKYO MX） - 生地屋、理科の先生、レストラン店員、バーテン、医師、ギャングB・C、社員 役
- DCスーパーヒーロー・ガールズ（2020年5月31日、カートゥーン ネットワーク・Netflix） - レックス・ルーサー 役
- Yasuke -ヤスケ-（2021年4月29日、Netflix） - ハルト 役[62]
- ボス・ベイビー やっぱりビジネスは赤ちゃんにおまかせ! シーズン1（2022年5月19日、Netflix） - ピップ 役

#### ゲーム
- DCスーパーヒーローガールズ ティーンパワー（2021年6月4日、Nintendo Switch） - レックス・ルーサー 役

### CM
- サントリー カクテルバー
  - 「愛は単純」篇（2004年）
  - 「愛は割り切れない」篇（2004年）
- カウネット
  - 「ホッチキス」篇（2007年）
  - 「お買い物」篇（2007年）
- コクヨ キャンパスノート feat.尾崎豊（I appear only in voice. ）「ノートには、あなたがいる。Campus」（2012年2月 - 5月） - ナレーション
- 小松製作所（2012年3月 - 2013年3月） - ナレーション

### PV
- 森大輔「moonlight」（2005年7月6日）